# Leipzig-Lützschena-Stahmeln
Leipzig-Lützschena-Stahmeln est un quartier situé à l'extrème nord-ouest de Leipzig en Allemagne.
Cité pour la première fois en 1486, Lützschena et Stahmeln sont longtemps restés des petits villages dans la banlieue lipsienne. Ils étaient construits autour d'un moulin sur l'Elster blanche et la nouvelle Luppe. Ils ont été intégrés à Leipzig en 1999.
C'est là que se trouvait la première brasserie Sternburg.

## Géographie
Le quartier se situe à l'ouest de Leipzig.
|            | Schkeuditz                  | Rackwitz           |
| Schkeuditz | Leipzig-Lützschena-Stahmeln | Leipzig-Lindenthal |
|            | Leipzig-Böhlitz-Ehrenberg   | Leipzig-Wahren     |

## Population
Le quartier comptait 3 915 habitants le 1er janvier 2017 selon le registre des déclarations domiciliaires, c'est-à-dire 232 hab./km2.